# Vicariato apostólico de Hawassa
El vicariato apostólico de de Hawassa o de Awassa (en latín: Vicariatus Apostolicus Avasanus) es una circunscripción eclesiástica de la Iglesia católica en Etiopía. Se trata de un vicariato apostólico latino, inmediatamente sujeto a la Santa Sede. Desde 29 de septiembre de 2020 es sede vacante y su administrador apostólico es el presbítero Juan González Núñez, de los Misioneros Combonianos del Corazón de Jesús. 

## Territorio y organización
El vicariato apostólico extiende su jurisdicción sobre los fieles católicos de rito latino residentes en la región de Sidama; la zona Gedeo y los woredas especiales de Amaro y Burji en la región de las Naciones, Nacionalidades y Pueblos del Sur; las zonas Borena y Guji de la región de Oromía; y zona Liben de la región Somalí.
La sede del vicariato apostólico está en la ciudad de Hawassa, en donde se encuentra la Catedral de Nuestra Señora del Perpetuo Socorro (o Kidane Mehret).
En 2020 el territorio estaba dividido en 20 parroquias. 

## Historia
La prefectura apostólica de Neghelli fue erigida el 25 de marzo de 1937 con la bula Quo in Aethiopia del papa Pío XI, separando territorio del vicariato apostólico de los Gallas (hoy vicariato apostólico de Harar) y de la prefectura apostólica de Caffa (hoy vicariato apostólico de Nekemte). Incluía los comisariatos de Borana y Sidamo de la gobernación de Gala y Sidama en el África Oriental Italiana. La nueva circunscripción eclesiástica fue confiada a los misioneros del Pontificio Instituto Misiones Extranjeras.
El 13 de febrero de 1940 cedió una parte de su territorio para la erección de la prefectura apostólica de Hosanna (hoy vicariato apostólico de Sodo) mediante la bula Quae utilia del papa Pío XII.
El 15 de octubre de 1969 cambió su nombre a prefectura apostólica de Hawassa.
El 15 de marzo de 1979 la prefectura apostólica fue elevada a vicariato apostólico con la bula Qui volente Deo del papa Juan Pablo II.

## Estadísticas
Según el Anuario Pontificio 2021 el vicariato apostólico tenía a fines de 2020 un total de 248 935 fieles bautizados.
| Año                                                                             | Población            | Población | Población      | Sacerdotes | Sacerdotes    | Sacerdotes    | Bautizados por sacerdote | Diáconos permanentes | Religiosos | Religiosos | Parroquias |
| Año                                                                             | Bautizados católicos | Total     | % de católicos | Total      | Clero secular | Clero regular | Bautizados por sacerdote | Diáconos permanentes | Varones    | Mujeres    | Parroquias |
| ------------------------------------------------------------------------------- | -------------------- | --------- | -------------- | ---------- | ------------- | ------------- | ------------------------ | -------------------- | ---------- | ---------- | ---------- |
| 1970                                                                            | 1082                 | 1 465 950 | 0.1            | 8          |               | 8             | 135                      |                      | 12         | 10         |            |
| 1980                                                                            | 15 960               | 2 366 000 | 0.7            | 29         |               | 29            | 550                      |                      | 41         | 32         | 11         |
| 1990                                                                            | 63 564               | 3 892 000 | 1.6            | 35         | 1             | 34            | 1816                     |                      | 41         | 57         | 14         |
| 1999                                                                            | 121 637              | 4 145 000 | 2.9            | 47         | 9             | 38            | 2588                     |                      | 58         | 66         | 17         |
| 2000                                                                            | 124 873              | 4 820 000 | 2.6            | 46         | 9             | 37            | 2714                     |                      | 53         | 73         | 17         |
| 2001                                                                            | 132 715              | 4 970 000 | 2.7            | 50         | 10            | 40            | 2654                     |                      | 55         | 70         | 17         |
| 2002                                                                            | 140 135              | 5 320 000 | 2.6            | 46         | 7             | 39            | 3046                     |                      | 53         | 70         | 17         |
| 2003                                                                            | 147 261              | 5 451 000 | 2.7            | 44         | 7             | 37            | 3346                     |                      | 46         | 71         | 17         |
| 2004                                                                            | 157 417              | 5 600 000 | 2.8            | 59         | 11            | 48            | 2668                     | 1                    | 56         | 70         | 19         |
| 2007                                                                            | 173 110              | 6 067 000 | 2.8            | 47         | 12            | 35            | 3683                     |                      | 41         | 69         | 19         |
| 2010                                                                            | 190 575              | 6 782 000 | 2.8            | 47         | 15            | 32            | 4054                     |                      | 41         | 71         | 19         |
| 2014                                                                            | 212 342              | 7 533 000 | 2.8            | 47         | 20            | 27            | 4517                     |                      | 43         | 76         | 19         |
| 2017                                                                            | 233 638              | 8 113 600 | 2.9            | 57         | 20            | 37            | 4098                     |                      | 47         | 76         | 20         |
| 2020                                                                            | 248 935              | 8 956 000 | 2.8            | 41         | 17            | 24            | 6071                     |                      | 33         | 73         | 20         |
| Fuente: Catholic-Hierarchy, que a su vez toma los datos del Anuario Pontificio. |                      |           |                |            |               |               |                          |                      |            |            |            |

## Episcopologio
- Gabriele Arosio, P.I.M.E. † (21 de mayo de 1937-1942 renunció)
  - Sede vacante (1942-1952)
- Urbain-Marie Person, O.F.M.Cap. † (2 de enero de 1952-16 de febrero de 1973 renunció)
- Armido Gasparini, M.C.C.I. † (16 de febrero de 1973-20 de diciembre de 1993 retirado)
- Lorenzo Ceresoli, M.C.C.I. (20 de diciembre de 1993-21 de marzo de 2009 retirado)
- Giovanni Migliorati, M.C.C.I. † (21 de marzo de 2009-12 de mayo de 2016 falleció)
- Roberto Bergamaschi, S.D.B. (29 de junio de 2016-29 de septiembre de 2020 nombrado vicario apostólico de Gambela)
  - Juan González Núñez, M.C.C.I., desde el 29 de septiembre de 2020 (administrador apostólico)